# Ernesto Teodoro Moneta
Ernesto Teodoro Moneta (Milà, Regne d'Itàlia, 20 de setembre de 1833 - Missaglia, província de Lecco, 10 de febrer de 1918) fou un pacifista italià guardonat amb el Premi Nobel de la Pau l'any 1907.

## Biografia
Va néixer a la ciutat de Milà, població situada a la regió de la Llombardia. Moneta fou durant els seus primers anys un patriota italià garibaldí, i va participar militarment en les "cinc jornades de Milà", el nom que rebé la revolta dels italians contra els austríacs. També fou periodista, i dirigí des de 1867 fins al 1895 el diari Il Secolo ('El segle'), plataforma des d'on va poder difondre les seves idees i valors garibaldins. A més a més, fou, tot i catòlic practicant, crític anticlerical pel paper de l'Església en la unificació d'Itàlia.

## Activitat pacifista
Tot i el seu esperit amigable amb el món militar, aviat va comprovar que les guerres i el militarisme no aconseguien resultats substantius, tal com reflectí en Le guerre, le insurrezioni e la pace nel secolo XIX, (1903-1910). Posteriorment, coincidint amb la seva sortida d'Il Secolo, i coincidint amb el corrent pacifista de finals del segle xix i principis del segle xx, esdevingué internacionalista i, com sovint se'l va definir, un "militant pacifista". El seu pensament queda excel·lentment reflectit en unes paraules que va pronunciar en un dels congressos en els quals va participar:
| « | Potser no està lluny el dia en què tots els pobles, oblidant-se dels antics odis, s'apleguin sota la bandera de la fraternitat universal i, deixant de banda totes les disputes, conreïn entre si relacions absolutament pacífiques, com el comerç i les activitats industrials, i construeixin sòlids vincles. Nosaltres esperem aquest dia... | » |

Tot i que la propaganda sempre va ser el vehicle principal per a vessar les seves idees, no va ser-ne l'únic. El 1887, contribuí a la fundació de la Unione Lombarda per la pace e l'arbitrato, un any en què també fundà la Società per la pace e la giustizia internazionale. El 1895, fou nomenat el representant italià de la Comissió de l'Oficina Internacional de la Pau i, el 1906, presidí el quinzè Congrés Internacional de la Pau. El 1907, fou guardonat amb el Premi Nobel de la Pau, premi que compartí amb Louis Renault.
A la seva ciutat natal, Milà, hi ha un monument en la seva memòria amb la inscripció següent: "Ernesto Teodoro Moneta - garibaldí - pensador - publicista - apòstol de la pau entre gent lliure".